# Condado de Newton (Arkansas)
O Condado de Newton é um dos 75 condados do estado americano do Arkansas. A sede do condado é Jasper.
O condado possui uma área de 1 559 km² (dos quais 0 km² estão cobertos por água), uma população de 8 608 habitantes, e uma densidade populacional de 4 hab/km² (segundo o censo nacional de 2000).